# Faramea martiana
Faramea martiana är en måreväxtart som beskrevs av Johannes Müller Argoviensis. Faramea martiana ingår i släktet Faramea och familjen måreväxter. Inga underarter finns listade i Catalogue of Life.